# خاژاک گیولنازاریان
خاژاک مسروپی گیولنازاریان (ارمنی: Խաժակ Մեսրոպի Գյուլնազարյան؛  زادهٔ ۱۱ اوت ۱۹۱۸ - درگذشته ۲۲ دسامبر ۱۹۹۵)، نویسنده، مترجم و منتقد ادبی اهل ارمنستان بود.

## زندگی‌نامه
وی در ۱۱ اوت ۱۹۱۸ در ایروان به دنیا آمد و از دانشگاه دولتی ایروان فارغ‌التحصیل شد. وی عضو اتحادیه نویسندگان شوروی بود وی همچنین برندهٔ جوایزی همچون جایزه دولتی ارمنستان شوروی، چهره فرهنگی شایسته ارمنستان شوروی و نشان جنگ میهنی درجه دو شده‌است. وی در ۲۲ دسامبر ۱۹۹۵ در سن ۷۷ سالگی در ایروان درگذشت و در اوشاکان به خاک سپرده شد.